# Ahron Daum
Ahron Daum (nascido em Israel em 6 de janeiro de 1951) é um rabino ortodoxo moderno, educador e autor. Foi rabino maior de Frankfurt am Main, e reside atualmente em Antuérpia, Bélgica.

## Vida pessoal e educação
Ahron Daum nasceu em 6 de janeiro de 1951 em Bnei Brak, Israel. Nasceu no seio de uma família religiosa judia ashkenazi. Seu pai, Schmuel Daum, foi um importante pedagogo, escritor e líder comunitário, proveniente de uma ilustre família rabínica de Polônia e Boémia. Sua mãe, Rivka Gina Daum provinha de uma próspera família comerciante de Sopron, Hungria. Tem três irmãos menores. Seu treinamento religioso intensivo começou na idade de treze anos na famosa yeshivá lituana chasídica de Ruzhin em Bnei Brak. Aos catorze anos de idade viajou ao Reino Unido para continuar seus estudos na Yeshivá Ha-Ramá e mais tarde participou na renomada yeshivá sionista Etz Chaim em Montreux, Suíça. Em 1975, após receber seu bacharelado na Suíça, começou a participar do Jews College da Universidade de Londres, onde recebeu com honras seu título de graduação nos estudos judaicos. A partir de 1978 começou os estudos no Rabbi Isaac Elchanan Theological Seminary (RIETS ’82) da Yeshiva University de Nova Iorque, onde recebeu com honras o título de Mestrado nos Estudos Bíblicos, assim como sua ordenação rabínica que foi firmada e lhe foi entregue pessoalmente pelo Professor Rabino Joseph Soloveitchik. Depois de rejeitar a oferta de continuar seus estudos para receber o título de Dayán (rabino juiz) regressou a Europa, onde se casou com Francine Frenkel, com quem teve três filhas. Ahron Daum domina o hebreu, inglês, alemão, francês, holandês e o yidish,  entende o aramaico e  latim.

## Carreira rabínica
Em 1982 começou sua carreira rabínica na Suíça como rabino da comunidade na cidade de Bienna, um povoado bilingüe de fala francesa e alemã. Deixou o posto em 1986 para converter-se no erudito de cátedra no Christlich-Jüdische Institut em Lucerna, afiliado com a Faculdade de Teologia da Universidade de Lucerna. Em 1987 aceitou o posto de rabino maior da comunidade judia de Frankfurt am Main, Alemanha, na época, a maior e mais prestigiada comunidade judaica da Alemanha Ocidental. Durante seu oficio em Frankfurt, o rabino Daum também presidiu o Bet Din (Tribunal Rabínico) de Frankfurt. Desse modo comandou a cargo ativamente de guiurim (conversões), kashrut (regras sobre a comida), din Torá (sentencias legais judias) e incluso divórcios religiosos (guitín). O rabino Daum possui a experiência na matéria do guiur (conversãos ao judaísmo), assim como no ponto de vista de uma corte religiosa rabínica (Bet Din), e no ensino e guia de mais de quinze anos de experiência preparando aos judeus que desejam convertesse ao judaísmo com um guiur halachicamente reconhecido (una conversão válida segundo a lei rabínica). Em 1994, por motivos familiares, renunciou ao seu posto de rabino maior e se mudou a Antuérpia, Bélgica, onde já residia a maior parte de sua família. Ali começou a ensinar judaísmo no sistema escolar do Estado e nas escolas judaicas. Em 1995 aceitou o posto de mestre de lei judaica na Faculdade de Religiões Comparadas de Wilrijk (Antuérpia), Bélgica. No reconhecimento por sua cedeira e seus trabalhos sobre Halachá (lei judaica) a faculdade lhe outorgou o título de Professor de Lei judaica honoris causa. Desde 2001 começou a si mesmo, junto com sua esposa, uma serie de projetos de ensino aberto para Baalei Teshuvá (judeus que retornam a observância religiosa), gentis interessados nos estudos judaicos, e para potenciais conversos ao judaísmo. Hoje em dia isto toma a maior parte de sue tempo e seus esforços e como parte de estas atividades que organiza regularmente, na cooperação com o Centro Shalom dos Países Baixos, dias de estudo em vários temas do campo de estudos judaicos.

## Obras e publicações
O professor rabino Ahron Daum é um autor prolífico que escreveu sobre uma ampla gama de temas dentro do campo de estudos judaicos. Ainda residindo na Suíça era um contribuinte de artigos sobre Halachá (lei judaica) ao semanário judaico suiço-alemão "Jüdische Rundschau". Durante sua gestão como Rabino Mayor de Frankfurt am Main, escreveu regularmente artigos para "Die Jüdische Allgemeine" e para a revista bimensal "Die Gemeinde". Desde 2010 escreve uma coluna mensal para a revista Joods Actueel, a publicação judaica mais amplamente distribuída na Bélgica. Nestas colunas cobre todo o espectro de estudos judaicos, como por exemplo, sua acolhida serie de historia do judaísmo desde a Era da Iluminismo. É autor dos livros. Sua primeira obra "Halacha aktuell" (2 volumes), está escrita em alemão, e trata de problemas de Halachá e de assuntos de interesse atual segundo se apresenta na literatura haláchica (legal judaica), mais precisamente na Responsa. Sua obra é única enquanto esta constitui o primeiro trabalho publicado em alemão no período do pós-guerra que de maneira compressiva trata assuntos de Halachá e na literatura da Responsa. Por isto foi recebido com grande entusiasmo no mundo da Halachá e recebeu a aprovação de varias distintas autoridades rabínicas. Certos artigos de seu livro foram escritos em hebraico e foram publicados posteriormente de maneira separada com o título de “Iyunim b’Halachá”. Seu segundo livro foi "Die Jüdische Feiertage in Sicht der Tradition" (As festividades judias segundo a tradição). Trata-se de una antologia dos volumes que combina artículos de Halachá, sermões, comentários litúrgicos, pensamentos de homilética e folclórica, e contos humorísticos sobre as festas judias e o Shabat. Atualmente está trabalhando em um número de livros em holandês que abarcam temas diversos de Cabala, historia judia, o mundo judeu contemporâneo e suas diferentes filiações, e outros temas.

## Obras publicadas
- Halacha aktuell, Jüdische Religionsgestze und Bräuche im modernen Alltag (Haag und Herchen Verlag, Frankfurt am Main, 1992, 2 Vol., p. 387 – p. 773)
- Iyunim b’Halacha (Haag und Herchen Verlag, Frankfurt am Main, 1992, p. 93)
- Die Feiertage Israels, Die jüdischen Feiertage in er Sicht der Tradition (Herchen Verlag, Frankfurt am Main, vol. I, 1993, p. 556, vol. II, 1994, p. 557)
- "Das aschkenasische Rabbinat : Studien über Glaube und Schicksal" (Julius Carlebach) / Die Rolle des Rabbiners in Deutschland heute (Ahron Daum)